# Цюлов
Цюлов (нем. Zülow) — община в Германии, в земле Мекленбург-Передняя Померания.
Входит в состав района Людвигслуст. Подчиняется управлению Штралендорф.  Население составляет 147 человек (на 31 декабря 2010 года). Занимает площадь 7,13 км².